# Yūko Kaida
Yūko Kaida (甲斐田 裕子, Kaida Yūko), née le 14 janvier 1980 à Kanagawa (Japon), est une seiyū (doubleuse) japonaise. Elle travaille à Ken Production. Elle est principalement connue pour avoir prêté sa voix à Neela Rasgotra dans Urgences, Shimei Ryomo dans Ikki Tousen, Kyô Takamimori dans Potemayo, Amane Ootori dans Strawberry Panic!, Minako Tsukiyama dans Maria-sama ga miteru et Matsu dans le jeu vidéo Devil Kings. 
Elle est souvent confondue avec l'actrice Yuki Kaida (leurs noms ne différent que de deux mores et d'une seule lettre après romanisation). 

## Doublage

### Films
- Tempête de boulettes géantes : Sam Sparks
- Watchmen : Silk Spectre II

### Série télévisée
- Urgences : Neela Rasgotra
- 2021 : Resident Evil: Infinite Darkness : Claire Redfield

### Jeux vidéo
- Devil Kings : Matsu
- Final Fantasy IV DS : Rosa Farrell
- Fire Emblem Echoes: Shadows of Valentia et Fire Emblem Heroes : Mathilda
- Mario Kart Wii : Birdo
- Rumble Roses XX : Dixie Clemets
- SoulCalibur IV : Hildegard von Krone
- Tomb Raider : Lara Croft

Psychobreak : Juli Kidman
- Resident Evil 2 Remake : Claire Redfield
- Genshin Impact : Chasca

### Anime
- Ai Yori Aoshi : Miyuki
- Asura Cryin' : Tôru Kitsutaka
- Best Student Council : Yûko Kimizuka
- Bleach : Unagiya Ikumi
- Blood+ : Julia
- Chainsaw Man : Démon-Renard
- D.Gray-man : Hevlaska
- Dance in the Vampire Bund : Vera
- Daphne in the Brilliant Blue : Yû Paku
- Emma : A Victorian Romance Second Act : Nanette
- Engage Planet Kiss Dum : Itsuki Sasara
- Fullmetal Alchemist : Mère de Rick
- Gakusen Toshi Asterisk [1] : Kyōko Yatsuzaki
- Geneshaft : Hiroto ; Sofia Galgalim
- Getbackers : une étudiante
- Ghost in the Shell: Stand Alone Complex : La secrétaire de Niimi
- Gintama : Tsukuyo
- Glass Fleet : Mivhel Vaurban de Cabelle
- Godannar : Shadow
- Hatenkô Yugi : Alzeido
- Heat Guy J : Un garçon
- Hell Girl Two Mirrors : Utae Negoro
- Higashi no Eden : Misae
- Hime-sama Goyojin : Miss Yoko
- Hyakko : Ushio Makunôchi
- Ikki Tousen : Shimei Ryomô
- Jyûshin Enbu : Rinmei
- Kaiba : Parm
- Kamen no Maid Guy : Saki Tabaruzaka
- Kamichu! : Le vice-président du Conseil des étudiants
- Kurau : Phantom Memory : Ayaka
- Kurokami The Animation : Mikami Hôjô
- Maria Holic : Ryûken Ishima
- Maria-sama ga miteru : Minako Tsukiyama
- Mekaku City Actors Kido Tsubomi
- Night Head Genesis : Mayumi
- One Piece : Belo Betty
- Onegai My Melody : Kanade Yumeno
- Our Home's Fox Deity. : Kotoji no Nush
- Parappa the Rapper : La réceptionniste
- Petite princesse Yucie : Kate
- Pokemon Advance : Reine du pays du Mirage ; Rikako
- Potemayo : Kyo Takamimori
- Princess Resurrection : Liza Wildman
- Queen's Blade : Risty
- Ramen Fighter Miki : Lapin de Hell
- Rental Magica : Daphne
- RWBY : (Cinder Fall)
- Saiyuki Reload : Shunto
- Saki : Jun Inoue
- Sekirei : Hikari
- Sengoku Basara : Matsu
- Shaman King : China
- Shrine of the Morning Mist : Une fille
- Starship Operators : Imari Kamiya
- Stellvia : Une fille
- Strawberry Eggs : Une fille ; une prof ; Makato
- Strawberry Panic! : Amane Ootori
- Tactics : Yumeyakko
- Taishô Yakyû Musume : Tomoe Tsukubae
- Tatami Galaxy : Hanuki
- Texhnolyze : Yoko
- To aru kagaku no Railgun : Aiho Yomikawa
- Toaru Majutsu no Index : Aiho Yomikawa
- Tôkyô Magnitude 8.0 : Mari Kusakabe
- Tôkyô Demon Campus : Mamiko Sakuya
- Toradora! : Sumire Kanô
- Trinity Blood : Sœur Paula
- Tsubasa -RESERVoir CHRoNiCLE- : Souma
- Twelve Kingdoms : Rôles divers
- The Promised Neverland : Isabella

### OAV/Films d'animation
- Banner of the Stars III : Gurinshia
- Break blade : Lee
- Ghost in the Shell: Stand Alone Complex - The Laughing Man : La secrétaire de Nimii
- Gunbuster 2 : Rû Soon
- Hellsing : Yumie Takagi
- Kujibiki Unbalance : Izumi Tachibana
- Mobile Suit Gundam UC : Marida Cruz
- Naruto et la Princesse des neiges : Yukie Fujikaze
- Nasu, un été andalou : Une femme
- Resident Evil: Degeneration : Claire Redfield
- Shin Kyûseishu Densetsu Hokuto no Ken: Raoh-den Gekitô no Shô : Tô
- Sokyuu no Fafner - Single Program - Right of Left : Yumi Ikoma
- Zettai Shougeki : Rei Kakisaki